# Caenurgia fortalitium
Caenurgia fortalitium là một loài bướm đêm trong họ Erebidae.